# Énergie réticulaire

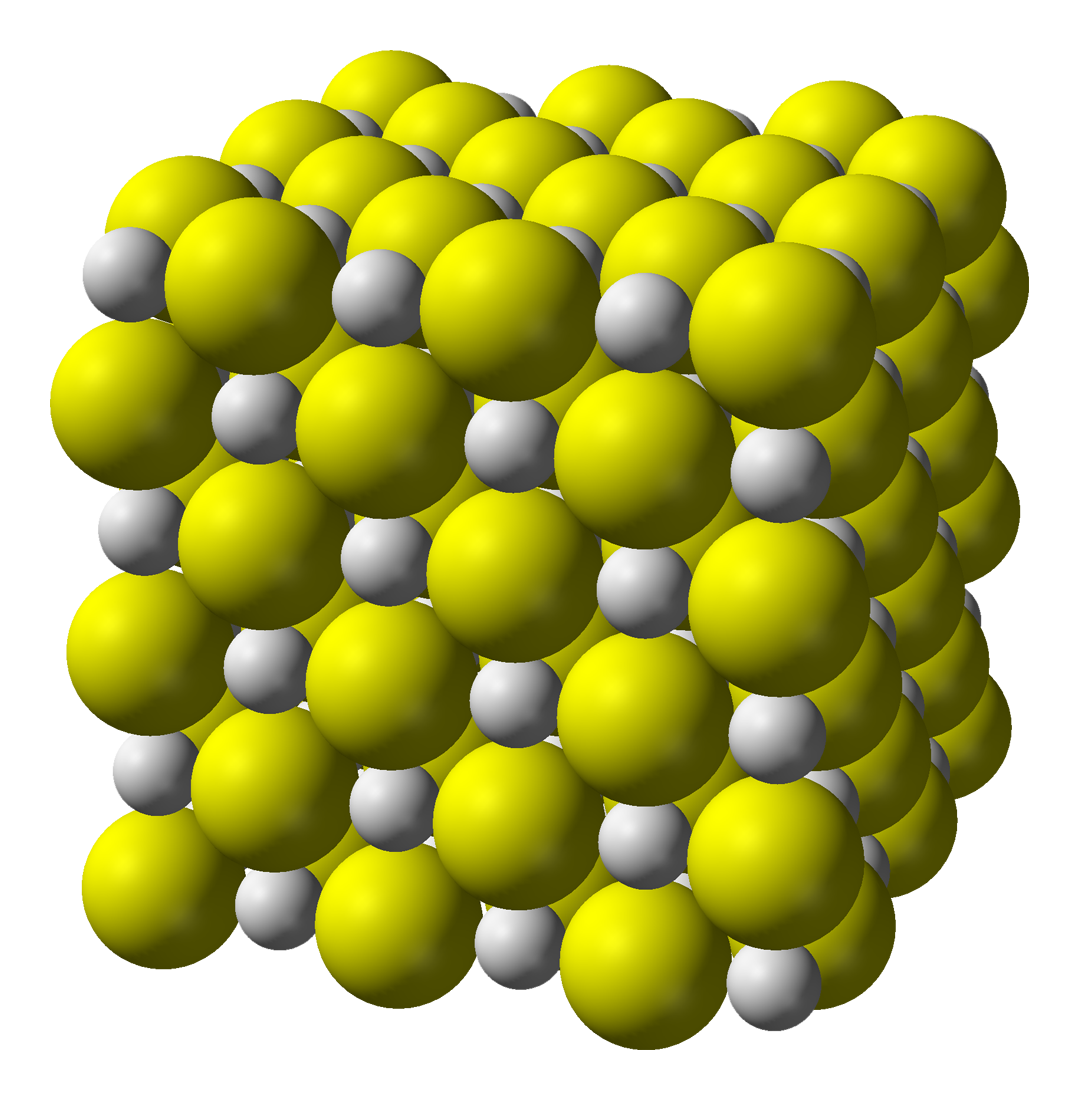
Modèle 3d du cristal de sulfate de calcium

La stabilité d'un cristal est caractérisée par son énergie réticulaire Er, qui est l'énergie nécessaire pour décomposer une mole d'un solide cristallisé en ses constituants en phase gazeuse. Plus Er est importante, plus le solide est stable.
L'énergie réticulaire est une énergie interne {\displaystyle \Delta _{\text{r}}U^{0}} définie à T = 0 K.
La technique la plus courante pour calculer l'énergie réticulaire consiste à réaliser le cycle de Born-Haber, qui exploite plusieurs composantes énergétiques connues pour calculer celles inconnues. Ces composantes peuvent être de plusieurs types :
- l'affinité électronique (AE) est définie comme l'énergie nécessaire pour arracher un électron d'un anion en phase gazeuse, en formant un atome neutre ou un anion à charge inférieure. Dans le cas de l'ion chlorure :

Cl− (g) → Cl (g) + e−
AE (Cl) = +348,6 kJ mol−1
- l'énergie d'ionisation ou potentiel d'ionisation (EI) est l'énergie nécessaire pour éjecter un des électrons d'un atome neutre, en formant un cation. Dans le cas de l'atome du sodium :

Na (g) → Na+ (g) + e−
EI (Na) = +496 kJ mol−1
- l'énergie standard de dissociation ou énergie standard de liaison ({\displaystyle D^{0}}) est l'énergie nécessaire pour rompre une liaison entre deux atomes. Dans le cas de la molécule de dichlore :

Cl2(g) → 2Cl (g)
{\displaystyle D^{0}} (Cl2) = +238,4 kJ mol−1
- l'énergie standard de sublimation ({\displaystyle \Delta H_{\text{sublim}}^{0}}) est l'énergie nécessaire pour sublimer une mole du constituant. Dans le cas du sodium :

Na (s) → Na (g)
{\displaystyle \Delta H_{\text{sublim}}^{0}} =  +105,7 kJ mol−1
- l'énergie standard de formation ({\displaystyle \Delta H_{\text{f}}^{0}}) est l'énergie nécessaire pour former un composé à partir de ses éléments pris dans leur état de référence (corps pur le plus stable à la température considérée, ici 298 K). Dans le cas du chlorure de sodium :

Na (s) + ½ Cl 2(g) → NaCl (s)
{\displaystyle \Delta H_{\text{f}}^{0}} = −413 kJ mol−1